# Авария на шахте имени М. В. Фрунзе (Кривой Рог)
Авария на шахте имени М. В. Фрунзе — трагедия на шахте рудоуправления имени М. В. Фрунзе производственного объединения «Кривбассруда», произошедшая 5 декабря 1978 года. Крупнейшая авария в истории подземных разработок Кривбасса.

## История
Вечером 4 декабря 1978 года дежурному 2-го Фрунзенского взвода Ленинского военизированного горноспасательного отряда (ВГСО) Кривого Рога диспетчер рудника имени М. В. Фрунзе сообщил о частичных сдвигах железорудной камеры на этаже -410/490 метров, приведших к пересыпи бурового орта горизонта -490, где работал бурильщик Владимир Русол.
На ликвидацию последствий выдвинулось дежурное отделение ВГСО во главе с помощником командира отряда Иваном Филипповым. По прибытии, проанализировав причины, предположили, что камера сдвинулась не полностью и возможны повторные сдвиги. Чтобы быстрее ликвидировать аварию, решили пойти на риск — подобраться к пострадавшему через пол-этажа выработки этого блока и оказать помощь, используя горноспасательную лебёдку.
5 декабря 1978 года во время спасательной операции внезапно произошли повторные сдвиги камеры, что привело к воздушному удару, моментально распространившемуся по всем выработкам 3-го подэтажа блока. На пути мощной воздушной волны оказалось 22 человека: 7 человек было смертельно травмировано и погибли на месте (5 горноспасателей и 2 горняка), 7 получило тяжёлые травмы, остальные — травмы различной степени тяжести.
Погибшие горняки и горноспасатели:
- Бушук Николай Иванович — главный инженер шахты;
- Гопка Николай Андреевич — начальник участка шахты;
- Иванов Адольф Александрович — респираторщик, ВГСО;
- Ильин Константин Константинович — командир отделения ВГСО;
- Писковый Анатолий Гаврилович — респираторщик, ВГСО;
- Совпенко Сергей Сергеевич — респираторщик, ВГСО;
- Филиппов Иван Никитович — помощник командира отряда Ленинского ВГСО.

Погибшие были похоронены на отдельном участке на Центральном кладбище Кривого Рога.

## Память
- Памятный знак на шахте имени М. В. Фрунзе;
- Документальный фильм «Крок у безсмертя»[2].